# Mikołaj Majkusiak
Mikołaj Majkusiak (ur. 29 lipca 1983 w Warszawie) – polski kompozytor, akordeonista, aranżer, producent. Laureat nagrody ZAiKS-u dla najlepszego kompozytora młodego pokolenia Festiwalu Fryderyki 2020.

## Wybrane utwory
- Concerto in Es na saksofon i orkiestrę[4] (2021)
- Chamber concerto na akordeon i orkiestrę smyczkową[5] (2020)

- Concerto in G na orkiestrę smyczkową[6] (2020)
- Concerto in C na flet, fortepian i orkiestrę symfoniczną[7] (2019)
- Insomnia na kwartet saksofonowy[8] (2018)

- Dyad na akordeon solo[9] (2016)

- Sonata na skrzypce i akordeon[10] (2015)
- Rhythm Games na wiolonczelę, akordeon i orkiestrę smyczkową[11] (2014)
- up2U na akordeon i kwartet smyczkowy[12] (2013)
- FisConcerto na dwa akordeony i orkiestrę[13] (2007)